# リアルタイムビディング
リアルタイムビディング（英:Real-time bidding、RTB）は、主にインターネット上に広告を表示する際、その広告枠にどの広告主のどの広告を出すかを、広告の表示ごとに毎回オークションを行って決定する仕組みを指す。典型的なRTBにおいて、広告枠の買い手（広告主）は「広告の1回の表示」に対して入札し、もしオークションに勝利した場合には、買い手の広告は即座に広告枠に表示される。RTBによって広告主は、様々な媒体面のユーザーに効率的に接触することが可能になる。
従来型の予約型広告取引が数千回以上の広告表示を事前に割り当てる形で行われるのに対して、RTBではユーザー一人一人の表示一つずつに対して取引が行われる。広告主と媒体面にとって、その刻々と変わる状況のもとで、「正しい」広告を「正しい」ユーザーに表示させることが可能になるとされている。
RTB広告の市場規模は年々増加しており、2014年には米国では63億ドルの広告がRTBによって取引され、2018年には235億ドルであったと推計されている。